# Guilherme Arana
Guilherme Arana (właśc. Guilherme Antonio Arana Lopes; ur. 14 kwietnia 1997 w São Paulo) – brazylijski piłkarz występujący na pozycji lewego obrońcy w brazylijskim klubie Atlético Mineiro. Poprzednio występował w Sevilli FC.

## Statystyki
aktualne na dzień 7 czerwca 2019
| Sezon     | Klub                        | Kraj      | Rozgrywki ligowe | Mecze | Bramki | Rozgrywki międzynarodowe | Mecze | Bramki |
| --------- | --------------------------- | --------- | ---------------- | ----- | ------ | ------------------------ | ----- | ------ |
| 2015      | Athletico Paranaense (wyp.) | Brazylia  | Série A          | 3     | 0      | –                        | –     | –      |
| 2015      | Corinthians Paulista        | Brazylia  | Série A          | 12    | 1      | –                        | –     | –      |
| 2016      | Corinthians Paulista        | Brazylia  | Série A          | 7     | 0      | Copa Libertadores        | 1     | 1      |
| 2017      | Corinthians Paulista        | Brazylia  | Série A          | 32    | 2      | Copa Sudamericana        | 3     | 0      |
| 2017/2018 | Sevilla FC                  | Hiszpania | Primera División | 3     | 0      | Liga Mistrzów UEFA       | 0     | 0      |
| 2018/2019 | Sevilla FC                  | Hiszpania | Primera División | 9     | 0      | Liga Europy UEFA         | 4     | 0      |